# Qualificazioni al campionato europeo femminile under 19 di calcio 2022
Le qualificazioni al campionato europeo femminile under 19 di calcio 2022 sono un torneo organizzato dall'Union of European Football Associations (UEFA) riservato alle nazionali di calcio femminile atto a determinare le squadre che affiancheranno la Rep. Ceca nella fase finale del campionato europeo femminile under 19 di calcio 2022.
Esclusa la Repubblica Ceca in quanto nazione organizzatrice, 52 delle rimanenti 54 nazionali femminili UEFA sono ammesse al torneo. Le giocatrici ammesse devono essere nate il od oltre la data del 1º gennaio 2003.

## Formula
Da questa stagione, la UEFA ha implementato un nuovo formato per gli Europei femminili sia per quelli Under-17 che quelli Under-19, basato su un formato di qualificazione in stile campionato.
Le squadre sono divise in due leghe: Lega A e Lega B. In questa prima stagione del nuovo sistema, le squadre sono state divise utilizzando classifiche a coefficiente.
Ogni lega giocherà due turni:
- Primo turno: in ogni lega, gruppi di 4 squadre giocheranno mini-tornei. I vincitori di ogni mini-torneo della lega B e la migliore seconda classificata saranno promossi e le squadre all'ultimo posto nei mini-tornei della lega A saranno retrocesse.
- Secondo turno: i sette vincitori della lega A si qualificheranno per il torneo finale. Le sei vincitrici dei mini-tornei della lega B e la migliore seconda classificata saranno promosse e le ultime classificate della lega A saranno retrocesse per il girone 1 della prossima edizione del torneo.

## Spareggi
Per i gironi 1 e 2, le squadre sono state classificate in base ai punti (3 per una vittoria, 1 per un pareggio e 0 punti per una sconfitta), e in caso di parità di punti, i seguenti criteri di spareggio dovevano essere applicati, nell'ordine indicato, per determinare le classifiche (Articoli regolamento 14.01 e 14.02):
1. Maggior numero di punti ottenuti nelle partite giocate tra le squadre in questione;
2. Differenza reti negli scontri diretti tra squadre in parità;
3. Reti segnate tra scontri diretti tra squadre in parità;
4. Se più di due squadre erano in parità, e dopo aver applicato tutti i criteri tra scontri diretti di cui sopra, un sottoinsieme di squadre era ancora in parità, tutti i criteri tra scontri diretti di cui sopra sono stati riapplicati esclusivamente a questo sottoinsieme di squadre;
5. Differenza di gol in tutte le partite del gruppo;
6. Goal segnati in tutte le partite del gruppo;
7. Posizione più alta nella classifica applicabile:

- per le squadre del girone 1, posizione nella classifica dei coefficienti;
- per le squadre del girone 2, posizione nella classifica del girone 1.

## Primo turno

### Lega A

#### Gruppo 1
| Pos. | Squadra     | Pt | G | V | N | P | GF | GS | DR |
| ---- | ----------- | -- | - | - | - | - | -- | -- | -- |
| 1.   | Austria     | 9  | 3 | 3 | 0 | 0 | 3  | 0  | +3 |
| 2.   | Paesi Bassi | 6  | 3 | 2 | 0 | 1 | 7  | 2  | +5 |
| 3.   | Ucraina     | 1  | 3 | 0 | 1 | 2 | 2  | 6  | -4 |
| 4.   | Scozia      | 1  | 3 | 0 | 1 | 2 | 1  | 5  | -4 |

##### Risultati
| Arbitro: | Zuzana Valentová |

|              |           |  |
| Magerl 45+1’ | Marcatori |  |

| Arbitro: | Ioanna Allayiotou |

|                                               |           |             |
| Snellenberg 43’, 54’ Paliama 64’ van Dijk 84’ | Marcatori | 45+1’ Kotyk |

| Arbitro: | Zuzana Valentová |

|           |           |               |
| Adams 50’ | Marcatori | 90’ Khrystiuk |

| Arbitro: | Eszter Urban |

|  |           |           |
|  | Marcatori | 69’ Sarac |

| Arbitro: | Ioanna Allayiotou |

|  |           |           |
|  | Marcatori | 79’ Sarac |

| Arbitro: | Eszter Urban |

|  |           |                                |
|  | Marcatori | 41’, 71’ Koeleman 47’ Noordman |

#### Gruppo 2
| Pos. | Squadra | Pt | G | V | N | P | GF | GS | DR |
| ---- | ------- | -- | - | - | - | - | -- | -- | -- |
| 1.   | Francia | 9  | 3 | 3 | 0 | 0 | 5  | 0  | +5 |
| 2.   | Svezia  | 6  | 3 | 2 | 0 | 1 | 6  | 2  | +4 |
| 3.   | Islanda | 3  | 3 | 1 | 0 | 2 | 3  | 4  | -1 |
| 4.   | Serbia  | 0  | 3 | 0 | 0 | 3 | 0  | 8  | -8 |

##### Risultati
| Arbitro: | Olivia Tschon |

|                    |           |                         |
| Kristinsdóttir 20’ | Marcatori | 45+1’ Reidy 90’ Renberg |

| Arbitro: | Veronika Kovarova |

|                        |           |  |
| Hoeltzel 32’ Becho 36’ | Marcatori |  |

| Arbitro: | Galiya Echeva |

|                    |           |  |
| Ribadeira 36’, 48’ | Marcatori |  |

| Arbitro: | Olivia Tschon |

|                                                 |           |  |
| Akgün 38’ Čavić 45’ (aut.) Kafaji 47’ Björk 85’ | Marcatori |  |

| Arbitro: | Veronika Kovarova |

|  |           |                                           |
|  | Marcatori | 64’ Benediktsdóttir 90+1’ Þorvarðardóttir |

| Arbitro: | Galiya Echeva |

|  |           |             |
|  | Marcatori | 31’ Mouchon |

#### Gruppo 3
| Pos. | Squadra  | Pt | G | V | N | P | GF | GS | DR  |
| ---- | -------- | -- | - | - | - | - | -- | -- | --- |
| 1.   | Germania | 7  | 3 | 2 | 1 | 0 | 8  | 2  | +6  |
| 2.   | Belgio   | 6  | 3 | 2 | 0 | 1 | 7  | 2  | +5  |
| 3.   | Russia   | 4  | 3 | 1 | 1 | 1 | 2  | 2  | 0   |
| 4.   | Slovenia | 0  | 3 | 0 | 0 | 3 | 2  | 13 | -11 |

##### Risultati
| Arbitro: | Maria Sole Caputi |

|                                                            |           |           |
| Wamser 3’ Büchele 21’ Sternad 34’, 77’ Gräwe 48’ Zicai 65’ | Marcatori | 8’ Brumen |

| Arbitro: | Ana Maria Alexandra Terteleac |

|  |           |              |
|  | Marcatori | 88’ Boutiebi |

| Volgograd 18 settembre 2021, ore 11:00 | Germania        | 0 – 0 referto | Russia | VGAFK\| Arbitro: \| Jelena Pejković \| |
| Arbitro:                               | Jelena Pejković |               |        |                                        |

| Arbitro: | Ana Maria Alexandra Terteleac |

|                                                              |           |  |
| Vanzeir 2’ Jacobs 17’ Detruyer 33’ Meeuwis 43’ Van Belle 46’ | Marcatori |  |

| Arbitro: | Maria Sole Caputi |

|             |           |                                     |
| Erman 90+5’ | Marcatori | 69’ Oleksyuk 90+2’ (rig.) Trofimova |

| Arbitro: | Jelena Pejković |

|              |           |                     |
| Boutiebi 33’ | Marcatori | 7’ Wamser 25’ Zicai |

#### Gruppo 4
| Pos. | Squadra   | Pt | G | V | N | P | GF | GS | DR  |
| ---- | --------- | -- | - | - | - | - | -- | -- | --- |
| 1.   | Danimarca | 9  | 3 | 3 | 0 | 0 | 11 | 1  | +10 |
| 2.   | Finlandia | 6  | 3 | 2 | 0 | 1 | 8  | 2  | +6  |
| 3.   | Ungheria  | 3  | 3 | 1 | 0 | 2 | 3  | 5  | -2  |
| 4.   | Turchia   | 0  | 3 | 0 | 0 | 3 | 0  | 14 | -14 |

##### Risultati
| Arbitro: | Eleni Antoniou |

|  |           |                                       |
|  | Marcatori | 45+1’ (aut.) Kránitz 67’ (aut.) Tőrők |

| Arbitro: | Stacey Pearson |

|                                                                                  |           |  |
| Dudek 36’ Thygesen 45+3’ Rylov 52’ (rig.) Veletanlic 54’ Berthelsen 90+3’, 90+7’ | Marcatori |  |

| Hvidovre 23 ottobre 2021, ore 14:00                                    | Danimarca | 3 – 0 referto | Ungheria | Hvidovre Stadium |
| \| \| \| \| \| Knudsen 5’ Bokor 8’ (aut.) Dudek 74’ \| Marcatori \| \| |           |               |          |                  |
|                                                                        |           |               |          |                  |
| Knudsen 5’ Bokor 8’ (aut.) Dudek 74’                                   | Marcatori |               |          |                  |

| Brønshøj 23 ottobre 2021, ore 18:00                                                              | Finlandia | 5 – 0 referto | Turchia | Tingbjerg Idrætspark |
| \| \| \| \| \| Forsblom 5’ (rig.) Lindström 25’, 90+7’ Koivu 66’ Määttä 90+4’ \| Marcatori \| \| |           |               |         |                      |
|                                                                                                  |           |               |         |                      |
| Forsblom 5’ (rig.) Lindström 25’, 90+7’ Koivu 66’ Määttä 90+4’                                   | Marcatori |               |         |                      |

| Copenaghen 26 ottobre 2021, ore 14:00                                  | Turchia   | 0 – 3 referto                        | Ungheria | Østerbro Stadium |
| \| \| \| \| \| \| Marcatori \| 32’ Árvay 65’ Sali 90+3’ Kiss-Lantos \| |           |                                      |          |                  |
|                                                                        |           |                                      |          |                  |
|                                                                        | Marcatori | 32’ Árvay 65’ Sali 90+3’ Kiss-Lantos |          |                  |

| Hvidovre 26 ottobre 2021, ore 14:00                              | Finlandia | 1 – 2 referto    | Danimarca | Hvidovre Stadium |
| \| \| \| \| \| Sarjanoja 34’ \| Marcatori \| 48’, 71’ Knudsen \| |           |                  |           |                  |
|                                                                  |           |                  |           |                  |
| Sarjanoja 34’                                                    | Marcatori | 48’, 71’ Knudsen |           |                  |

#### Gruppo 5
| Pos. | Squadra          | Pt | G | V | N | P | GF | GS | DR  |
| ---- | ---------------- | -- | - | - | - | - | -- | -- | --- |
| 1.   | Inghilterra      | 9  | 3 | 3 | 0 | 0 | 10 | 1  | 0   |
| 2.   | Svizzera         | 6  | 3 | 2 | 0 | 1 | 6  | 4  | 0   |
| 3.   | Irlanda          | 3  | 3 | 1 | 0 | 3 | 4  | 4  | 0   |
| 4.   | Irlanda del Nord | 0  | 3 | 0 | 0 | 3 | 2  | 13 | -11 |

##### Risultati
| Arbitro: | Marina Živković |

|                              |           |              |
| Li Puma 32’, 83’ Csillag 70’ | Marcatori | 14’ Chambers |

| Arbitro: | Zulema González González |

|  |           |                    |
|  | Marcatori | 79’ (aut.) Brennan |

| Arbitro: | Zulema González González |

|                                                                                       |           |             |
| Clinton 6’, 67’, 90+2’ Goodwin 30’ Gregory 49’ (rig.) Parry 75’, 82’ Beever-Jones 88’ | Marcatori | 44’ Dickson |

| Arbitro: | Sabina Bolić |

|                                          |           |                      |
| Bucci 10’ (aut.) Pilgrim 14’ Csillag 24’ | Marcatori | 26’ Bucci 77’ Molloy |

| Arbitro: | Marina Živković |

|  |           |                                 |
|  | Marcatori | 34’ Molloy 63’ (rig.) Stapleton |

| Arbitro: | Sabina Bolić |

|             |           |  |
| Clinton 78’ | Marcatori |  |

#### Gruppo 6
| Pos. | Squadra    | Pt | G | V | N | P | GF | GS | DR |
| ---- | ---------- | -- | - | - | - | - | -- | -- | -- |
| 1.   | Spagna     | 9  | 3 | 3 | 0 | 0 | 10 | 1  | +9 |
| 2.   | Rep. Ceca  | 6  | 3 | 2 | 0 | 1 | 5  | 5  | 0  |
| 3.   | Portogallo | 3  | 3 | 1 | 0 | 2 | 5  | 8  | -3 |
| 4.   | Slovacchia | 0  | 3 | 0 | 0 | 3 | 3  | 9  | -6 |

##### Risultati
| Arbitro: | Michèle Schmölzer |

|                                            |           |  |
| Fiamma 26’ Lloris 35’ Delgado Martín 90+1’ | Marcatori |  |

| Arbitro: | Kateryna Usova |

|            |           |                   |
| Caniço 60’ | Marcatori | 73’, 90’ Střížová |

| Arbitro: | Kateryna Usova |

|                              |           |               |
| Ducháčková 47’ Kochanová 74’ | Marcatori | 66’ Retkesová |

| Arbitro: | Karoline Wacker |

|                                          |           |  |
| Lloris 2’ Pinedo 31’ Uria 34’ Medina 41’ | Marcatori |  |

| Arbitro: | Michéle Schmölzer |

|                               |           |                                                     |
| Hrdličková 69’ (rig.) Mak 75’ | Marcatori | 22’ (rig.), 65’ Alagoa 28’ (rig.) Negrão 39’ Caniço |

| Arbitro: | Karoline Wacker |

|                |           |                    |
| Pavlíčková 48’ | Marcatori | 11’, 18’, 49’ Uria |

#### Gruppo 7
| Pos. | Squadra     | Pt | G | V | N | P | GF | GS | DR  |
| ---- | ----------- | -- | - | - | - | - | -- | -- | --- |
| 1.   | Italia      | 7  | 3 | 2 | 1 | 0 | 14 | 1  | +13 |
| 2.   | Norvegia    | 7  | 3 | 2 | 1 | 0 | 11 | 2  | +9  |
| 3.   | Polonia     | 3  | 3 | 1 | 0 | 2 | 3  | 7  | -4  |
| 4.   | Azerbaigian | 0  | 3 | 0 | 0 | 3 | 0  | 18 | -18 |

##### Risultati
| Arbitro: | Louise Thompson |

|                                                                                        |           |  |
| Brønstad 1’, 26’ (rig.) Tandberg 35’ Svandal 74’, 80’ Jorde 78’ Omarsdottir 83’ (rig.) | Marcatori |  |

| Arbitro: | Teresa Alice Pimenta Oliveira |

|  |           |                                               |
|  | Marcatori | 27’ Arcangeli 45+1’ Giai 90+2’, 90+3’ Beccari |

| Arbitro: | Teresa Alice Pimenta Oliveira |

|                                                                                                   |           |  |
| Pfattner 11’, 26’, 35’ Arcangeli 28’ Larenza 32’ Corelli 47’, 90+2’ (rig.) Cochis 78’ Beccari 82’ | Marcatori |  |

| Arbitro: | Jelena Cvetković |

|                                     |           |              |
| Omarsdottir 12’ Kyvag 61’ Sørbo 87’ | Marcatori | 63’ Krezyman |

| Arbitro: | Jelena Cvetković |

|              |           |                 |
| Arcangeli 4’ | Marcatori | 56’ Omarsdottir |

| Arbitro: | Louise Thompson |

|  |           |                             |
|  | Marcatori | 50’ Bieszczad 90+1’ Skupień |

### Lega B

#### Gruppo 1
| Pos. | Squadra            | Pt | G | V | N | P | GF | GS | DR  |
| ---- | ------------------ | -- | - | - | - | - | -- | -- | --- |
| 1.   | Bielorussia        | 9  | 3 | 3 | 0 | 0 | 14 | 1  | +13 |
| 2.   | Macedonia del Nord | 6  | 3 | 2 | 0 | 1 | 8  | 5  | +3  |
| 3.   | Fær Øer            | 3  | 3 | 1 | 0 | 2 | 2  | 8  | -6  |
| 4.   | Cipro              | 0  | 3 | 0 | 0 | 3 | 2  | 12 | -10 |

##### Risultati
| Arbitro: | Jelena Jermolajeva |

|                                                                         |           |  |
| Surovtseva 4’, 89’ Pobegaylo 10’ Asmykovich 35’ (rig.), 90+1’ Bakum 42’ | Marcatori |  |

| Arbitro: | Michalina Diakow |

|                                                   |           |  |
| Nikolovska 33’ Bozhinoska 74’ Mojsoska 87’ (rig.) | Marcatori |  |

| Arbitro: | Michalina Diakow |

|                         |           |  |
| Á Dalinum 61’ Olsen 72’ | Marcatori |  |

| Arbitro: | Vera Opeykina |

|                                               |           |                |
| Asmykovich 14’ (rig.) Yakusik 58’ Kapysha 87’ | Marcatori | 60’ Nikolovska |

| Arbitro: | Jelena Jermolajeva |

|                          |           |                                                    |
| Kyriakidi 21’ Zamani 24’ | Marcatori | 35’ Nikolovska 55’, 79’ (rig.) Nedeva 90’ Cokleska |

| Arbitro: | Vera Opeykina |

|  |           |                                                      |
|  | Marcatori | 7’, 12’, 27’ Bakum 69’ Pobegaylo 85’ (aut.) Petersen |

#### Gruppo 2
| Pos. | Squadra    | Pt | G | V | N | P | GF | GS | DR  |
| ---- | ---------- | -- | - | - | - | - | -- | -- | --- |
| 1.   | Bulgaria   | 9  | 3 | 3 | 0 | 0 | 10 | 1  | +9  |
| 2.   | Grecia     | 6  | 3 | 2 | 0 | 1 | 12 | 3  | +9  |
| 3.   | Lituania   | 3  | 3 | 1 | 0 | 2 | 3  | 10 | -7  |
| 4.   | Kazakistan | 0  | 3 | 0 | 0 | 3 | 0  | 11 | -11 |

##### Risultati
| Arbitro: | Neslihan Muratdağı |

|                |           |                                                                 |
| Dockaitė 90+1’ | Marcatori | 27’, 30’ V. Ivanova 65’ Yordanova 67’ D. Ivanova 69’ N. Ivanova |

| Arbitro: | Sofik Torosyan |

| |           |  |
| Gkouni Papaioannou 2’, 77’ Baxevanou 4’ Papatheodorou 17’ Markoutsa 55’ Zotou 90+3’ Giannaka 90+5’ | Marcatori |  |

| Arbitro: | Neslihan Muratdağı |

|                                            |           |  |
| Dimitrova 4’ D. Ivanova 26’ N. Ivanova 64’ | Marcatori |  |

| Arbitro: | Catarina Campos |

|                                                                  |           |                   |
| Plakia 17’ Giannaka 20’ Kalesi 24’, 45+2’ Gkouni Papaioannou 77’ | Marcatori | 66’ Proscevičiūtė |

| Arbitro: | Sofik Torosyan |

|  |           |                     |
|  | Marcatori | 90+1’ Proscevičiūtė |

| Arbitro: | Catarina Campos |

|                               |           |  |
| D. Ivanova 54’ N. Ivanova 60’ | Marcatori |  |

#### Gruppo 3
| Pos. | Squadra  | Pt | G | V | N | P | GF | GS | DR |
| ---- | -------- | -- | - | - | - | - | -- | -- | -- |
| 1.   | Galles   | 3  | 1 | 1 | 0 | 0 | 3  | 0  | +3 |
| 2.   | Albania  | 1  | 1 | 0 | 1 | 0 | 0  | 0  | 0  |
| 3.   | Moldavia | 1  | 1 | 0 | 1 | 0 | 0  | 0  | 0  |
| 4.   | Andorra  | 0  | 1 | 0 | 0 | 3 | 0  | 3  | -3 |

##### Risultati
| Andorra la Vella 19 ottobre 2021, ore 12:00 CEST | Moldavia             | 0 – 0 referto | Albania | Centre d’Entrenament FAF\| Arbitro: \| Andromachi Tsiofliki \| |
| Arbitro:                                         | Andromachi Tsiofliki |               |         |                                                                |

| Arbitro: | Tanja Racic |

|                                      |           |  |
| Hilliard 22’, 39’ McAteer 50’ (rig.) | Marcatori |  |

| 22 ottobre 2021 | Albania | – | Andorra |  |

| 22 ottobre 2021 | Galles | – | Moldavia |  |

| 25 ottobre 2021 | Andorra | – | Moldavia |  |

| 25 ottobre 2021 | Albania | – | Galles |  |

#### Gruppo 4
| Pos. | Squadra | Pt | G | V | N | P | GF | GS | DR |
| ---- | ------- | -- | - | - | - | - | -- | -- | -- |
| 1.   | Georgia | 0  | 0 | 0 | 0 | 0 | 0  | 0  | 0  |
| 2.   | Israele | 0  | 0 | 0 | 0 | 0 | 0  | 0  | 0  |
| 3.   | Malta   | 0  | 0 | 0 | 0 | 0 | 0  | 0  | 0  |
| 4.   | Romania | 0  | 0 | 0 | 0 | 0 | 0  | 0  | 0  |

##### Risultati
| 20 ottobre 2021 | non conosciuta | – | non conosciuta |  |

| 20 ottobre 2021 | non conosciuta | – | non conosciuta |  |

| ottobre 2021 | non conosciuta | – | non conosciuta |  |

| ottobre 2021 | non conosciuta | – | non conosciuta |  |

| ottobre 2021 | non conosciuta | – | non conosciuta |  |

| ottobre 2021 | non conosciuta | – | non conosciuta |  |

#### Gruppo 5
| Pos. | Squadra       | Pt | G | V | N | P | GF | GS | DR |
| ---- | ------------- | -- | - | - | - | - | -- | -- | -- |
| 1.   | Kosovo        | 3  | 1 | 1 | 0 | 0 | 3  | 0  | +3 |
| 2.   | Croazia       | 3  | 1 | 1 | 0 | 0 | 2  | 0  | +2 |
| 3.   | Liechtenstein | 0  | 1 | 0 | 0 | 1 | 0  | 2  | -2 |
| 4.   | Lettonia      | 0  | 1 | 0 | 0 | 1 | 0  | 3  | -3 |

##### Risultati
| Arbitro: | Cansu Tryak |

|  |           |                                   |
|  | Marcatori | 2’ Xhemaj 13’ Bajrami 70’ Berisha |

| Arbitro: | Irena Velevačkoska |

|                          |           |  |
| Matanić 42’ Krznaric 50’ | Marcatori |  |

| 22 ottobre 2021 | Kosovo | – | Liechtenstein |  |

| 22 ottobre 2021 | Croazia | – | Lettonia |  |

| 25 ottobre 2021 | Liechtenstein | – | Lettonia |  |

| 25 ottobre 2021 | Kosovo | – | Croazia |  |

#### Gruppo 6
| Pos. | Squadra              | Pt | G | V | N | P | GF | GS | DR  |
| ---- | -------------------- | -- | - | - | - | - | -- | -- | --- |
| 1.   | Bosnia ed Erzegovina | 3  | 1 | 1 | 0 | 0 | 13 | 0  | +13 |
| 2.   | Montenegro           | 3  | 1 | 1 | 0 | 0 | 2  | 0  | +2  |
| 3.   | Estonia              | 0  | 1 | 0 | 0 | 1 | 0  | 2  | -2  |
| 4.   | Armenia              | 0  | 1 | 0 | 0 | 1 | 0  | 13 | -13 |

##### Risultati
| Široki Brijeg 19 ottobre 2021, ore 14:30 | Estonia       | 0 – 2 referto | Montenegro | Stadio Pecara\| Arbitro: \| Emilie Dokset \| |
| Arbitro:                                 | Emilie Dokset |               |            |                                              |

| Mostar 19 ottobre 2021, ore 14:30 | Bosnia ed Erzegovina | 13 – 0 referto | Armenia | Gradski stadion\| Arbitro: \| Alexandra Ponomareva \| |
| Arbitro:                          | Alexandra Ponomareva |                |         |                                                       |

| 22 ottobre 2021 | Bosnia ed Erzegovina | – | Estonia |  |

| 22 ottobre 2021 | Montenegro | – | Armenia |  |

| 25 ottobre 2021 | Armenia | – | Estonia |  |

| 25 ottobre 2021 | Montenegro | – | Bosnia ed Erzegovina |  |